# Casque (hockey)

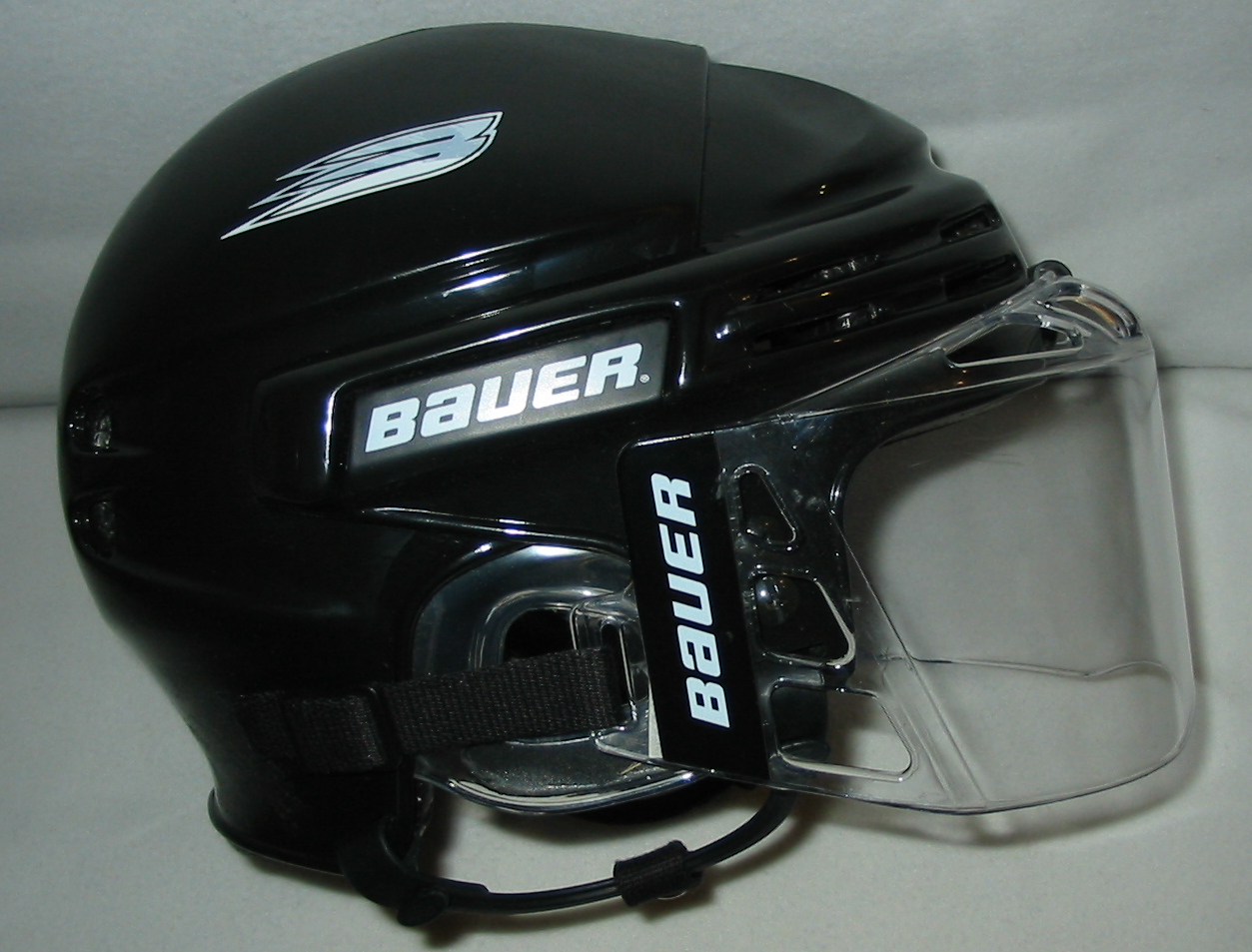
Casque de hockey sur glace avec demi-visière plexiglas.

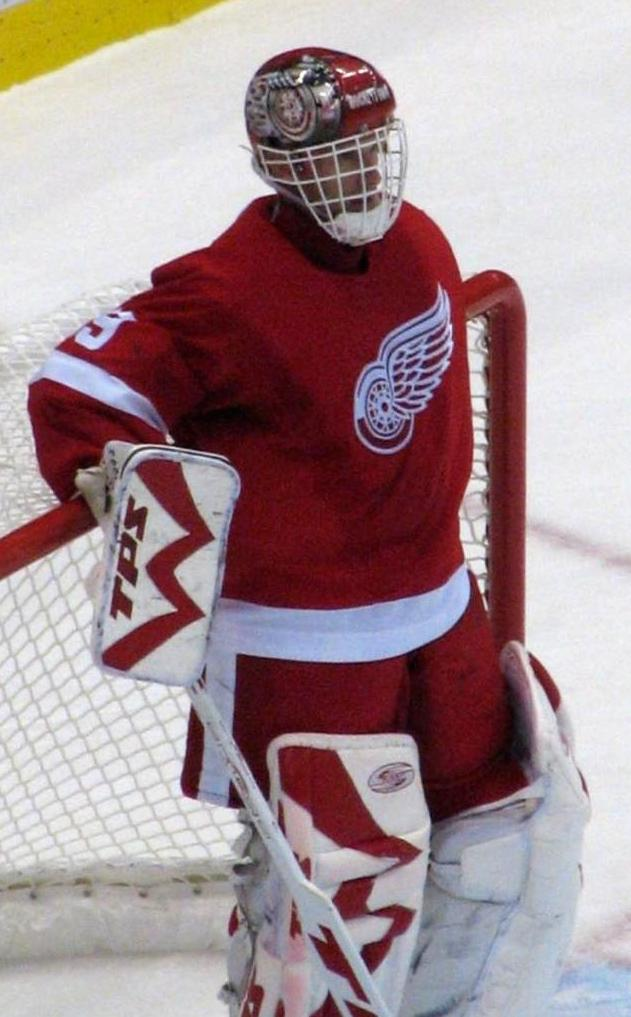
Dominik Hašek, masque de gardien old school.

Pour les articles homonymes, voir Casque (homonymie).

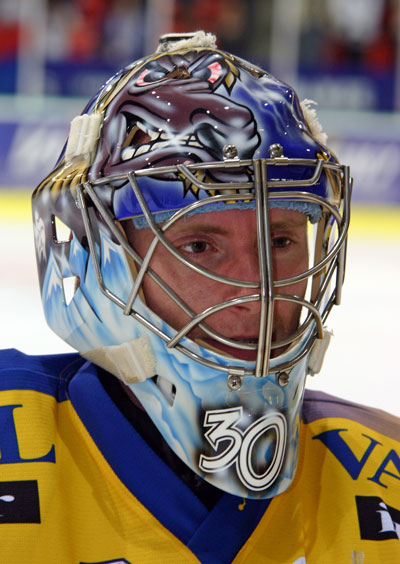
Andy Foliot, masque moderne de gardien à œil de chat.

Le casque de hockey est un casque destiné à la pratique du hockey sur glace, servant à protéger la tête, les oreilles, le visage et une partie de la nuque.

## Composition
La coque externe est en plastique rigide et l'intérieur est tapis de protection en mousse. Le casque est composé de deux parties rigides qui s'emboîtent les unes dans les autres et qui sont ajustables dans le sens de la longueur grâce à des vis ou un système autobloquant. Une sangle jugulaire permet de fixer le casque et de le maintenir en place.
Il est possible d'y visser une protection faciale intégrale (grille, plexiglas, ou plexiglas/grille) ou semi-intégrale afin d'étendre la protection au visage. En cas de protection intégrale par une grille, l'espace libre entre deux « mailles » de celle-ci ne doit pas permettre de laisser passer une crosse ou un palet. En cas de protection au moyen d'un plexiglas, celui-ci doit être translucide et ne peut en aucun cas être teinté.
Le gardien de but doit porter un masque munie d'une grille pour mieux protéger le visage, la tête et le cou. Certains gardiens portent un casque de joueur avec une grille spéciale.

## Règlement

### Règlement international
La Fédération internationale de hockey sur glace édite un règlement définissant les équipements obligatoires pour les compétitions internationales ainsi que les compétitions tombant sous sa juridiction. Entre autres points, ce règlement impose à tous les joueurs de porter une protection faciale, soit intégrale soit semi-intégrale. La protection faciale intégrale est obligatoire ou non en fonction des catégories d'âge :
- demi-visière obligatoire pour les joueurs nés après le 31 décembre 1974,[Quand ?]
- aucune protection faciale pour les joueurs nés avant cette date,
- protection faciale complète pour les joueurs mineurs[1].

En compétition internationale, les joueurs masculins doivent porter un casque avec protection faciale au minimum semi-intégrale alors que toutes les femmes jouant au hockey sur glace doivent porter un casque avec protection intégrale. Les casques doivent être mis en position dès que le joueur rentre sur la patinoire pour l'échauffement et jusqu'à la fin du temps réglementaire du match. En cas d'absence du port du casque au cours de l'échauffement, des sanctions peuvent être prises. Un joueur qui perd son casque au cours du match doit soit le remettre en place immédiatement soit sortir de la patinoire pour être remplacé. Dans le cas où le joueur décide de continuer à jouer, il reçoit une pénalité mineure de deux minutes.
Le positionnement du casque sur la tête est également soumis à réglementation avec pas plus de l'espace d'un doigt entre les sourcils du joueur et le haut du casque ou entre la gorge du joueur et le système de fixation du casque.
Les gardiens de but sont également soumis à l'imposition du port du casque. Si le casque du gardien vient à s'enlever, l'arbitre arrête le match pour un engagement dans la zone défensive du gardien en question. Si ce gardien a enlevé volontairement son casque pour arrêter le match, un tir de pénalité est accordé à l'équipe adverse. Si le gardien enlève son casque au cours d'un tir de pénalité, le but est automatiquement validé. Enfin, si le palet vient frapper violemment le casque du gardien, le corps arbitral a la possibilité d'arrêter le match même si le casque est resté en place.
Les arbitres internationaux sont également équipés de casques qui seront de couleur noire, ce qui est également une règle dans la Ligue nationale de hockey (depuis 2006-2007).

### Ligue nationale de hockey

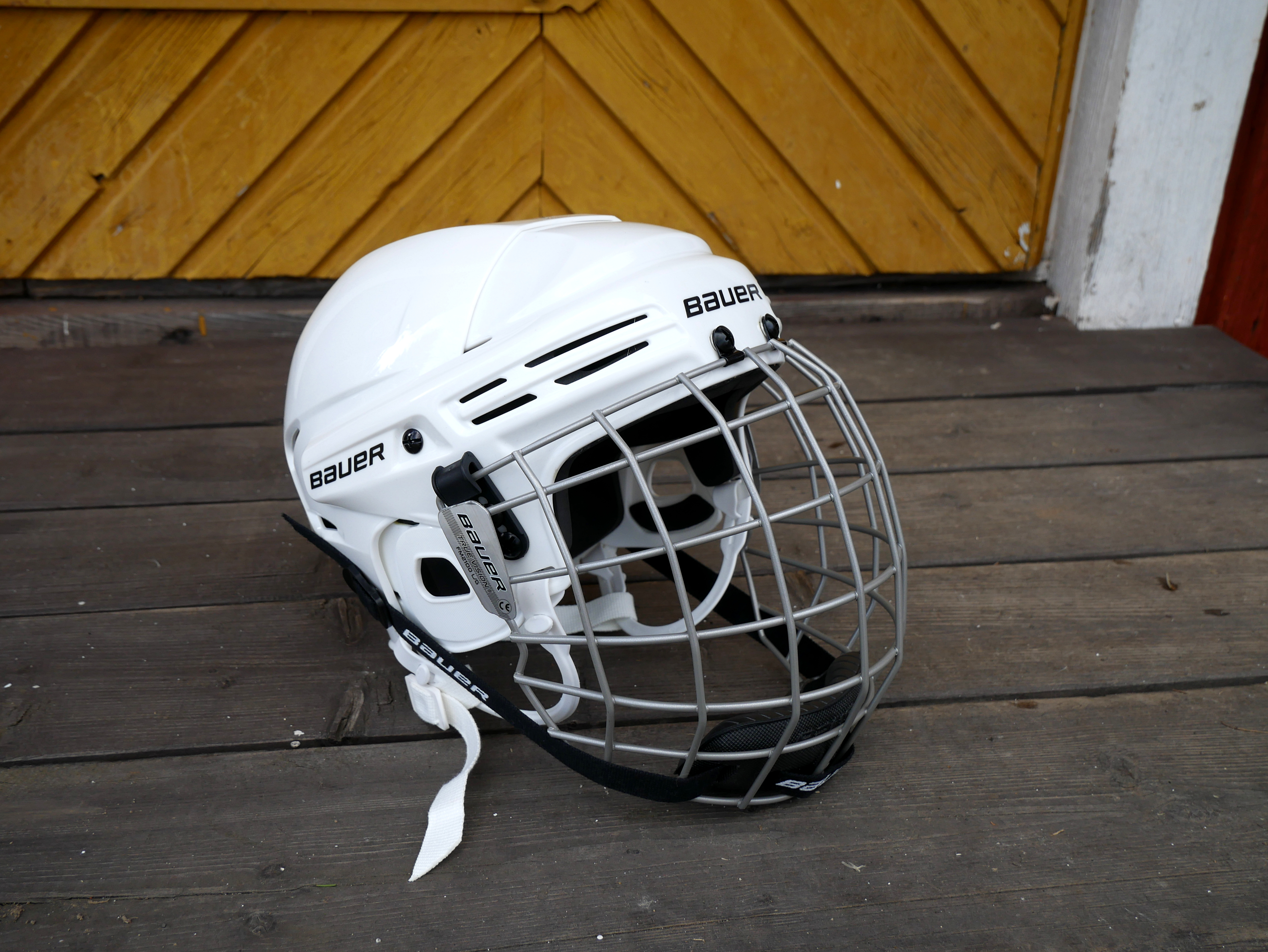
Casque de joueur avec grille intégrale, obligatoire pour les femmes et les juniors.

Le port du casque est obligatoire dans la LNH depuis la saison 1979-1980 pour tous les nouveaux joueurs. Les joueurs entrés dans la ligue avant cette date étaient autorisés à choisir s'ils souhaitaient jouer avec ou sans casque. Craig MacTavish, des Blues de Saint-Louis, est le dernier joueur à évoluer sans casque jusqu'à sa dernière saison en 1996-1997.
Contrairement au règlement international, un joueur de la LNH qui perd son casque au cours du jeu peut continuer à jouer sans casque et ce jusqu'à la fin de son temps de jeu. Il doit cependant remettre son casque avant sa prochaine présence sur glace. En 2019, le règlement est modifié afin d'améliorer la sécurité des joueurs : si ce dernier perd son casque, il devra le remettre dans un délai raisonnable laissé à l'appréciation du corps arbitral ou bien retourner à son banc, sans quoi il se verra décerner une punition mineure  . Si le gardien perd son casque et qu'il n'y a pas de danger immédiat, le corps arbitral peut décider de faire continuer le jeu . Si le gardien de but enlève son casque délibérément, il reçoit une pénalité mineure. Comme dans le règlement international, si cela a lieu durant un tir de pénalité ou de fusillade, le but est validé automatiquement.